# Шампањак ла Ноај
Шампањак ла Ноај (фр. Champagnac-la-Noaille) је насеље и општина у централној Француској у региону Лимузен, у департману Корез која припада префектури Тил.
По подацима из 2011. године у општини је живело 231 становника, а густина насељености је износила 9,07 становника/km². Општина се простире на површини од 25,47 km². Налази се на средњој надморској висини од 560 метара (максималној 630 m, а минималној 492 m).

## Демографија
| 1876. | 1911. | 1936. | 1954. | 1962. | 1968. | 1975. | 1982. | 1990. | 1999. | 2011. |
| ----- | ----- | ----- | ----- | ----- | ----- | ----- | ----- | ----- | ----- | ----- |
| 705   | 813   | 562   | 381   | 351   | 315   | 293   | 257   | 220   | 190   | 231   |

График промене броја становника у току последњих година